# 奥利·莱霍
奥利·埃诺·莱霍（芬蘭語：Olli Eino Laiho，1943年2月18日—2010年5月31日），芬兰男子竞技体操运动员。他曾获得1968年夏季奥运会体操比赛男子鞍马银牌。他也参加了1964年夏季奥运会。